# Araucnephia
Araucnephia là một chi ruồi đen Nam Mỹ ở Chile và Argentina. Chỉ có 2 loài được biết đến.

## Các loài
- A. iberaensis Coscarón & Coscarón-Arias, 2002[2]
- A. montana (Philippi, 1865)

## Literature Cited
1. ↑  
Peter H. Adler & Roger W. Crosskey (2009). "World Blackflies (Diptera: Simuliidae): A Comprehensive Revision of the Taxonomic và Geographical Inventory". tr. 109. {{Chú thích tạp chí}}: Chú thích magazine cần |magazine= (trợ giúp)
2. ↑  S Coscarón, CL Coscarón-Arias (2002). "Araucnephia iberaensis n. sp., a Neotropical Black Fly with a Peculiar Distribution (Diptera-Simuliidae)" (PDF). Memórias do Instituto Oswaldo Cruz. Quyển 97 số 1. Rio de Janeiro. tr. 81–87. ISSN 1678-8060. Truy cập ngày 24 tháng 3 năm 2009.